# Forretning er forretning
Forretning er forretning (Fransk : Les affaires sont les affaires) er en komedie af den franske forfatter Octave Mirbeau (Comédie-Française, April 1903 ; første gang på Det Kgl. Teater, 1904 ; oversat af Poul Nielsen).